# 田中寺 (新宿区)
田中寺（でんちゅうじ）は、東京都新宿区にある曹洞宗の寺院。

## 歴史
1628年（寛永5年）、一山智乗によって開山された。元々は武蔵国豊島郡天神町（現・東京都新宿区天神町）に位置していたが、1640年（寛永17年）に現在地に移転した。
当初は「浄見寺」という名称であった。1650年（慶安3年）、江戸幕府3代将軍徳川家光が鷹狩りの際に当寺に立ち寄り、「この寺、独り田の中にあり、もって田中寺としたらよかろう。」という言葉を賜り、「田中寺」に改称した。この縁により、歴代住職は毎年新年祝賀のために江戸城に登城することになった。
なお1657年（明暦3年）、隣地に伝久寺が横寺町より移転したため、「この寺、独り田の中にあり」ではなくなっている。この2寺が現在まで残っているのである。
当寺には、「富田地蔵尊」と呼ばれる地蔵菩薩像が安置されている。戦国時代末期、「富田玄蕃」という人物が賊に襲われた際、身代わりとなって首を討ち取られた地蔵である。この逸話から「身代わり地蔵」として信仰を集めるようになった。

## 交通アクセス
- 江戸川橋駅4番出口より徒歩5分（経路案内）。
- 神楽坂駅2番出口より徒歩6分（経路案内）。